# Glycyphana luzonica
Glycyphana luzonica är en skalbaggsart som beskrevs av Moser 1917. Glycyphana luzonica ingår i släktet Glycyphana och familjen Cetoniidae. Utöver nominatformen finns också underarten G. l. banghaasi.